# Steve Tintweiss
Steve Tintweiss (* 12. Juli 1946) ist ein amerikanischer Jazzmusiker (Kontrabass, auch Melodika, Komposition), der auch als Konzertveranstalter tätig war.

## Leben und Wirken
Tintweiss, der in Brooklyn und Queens aufwuchs, spielte zunächst Tenorhorn, bevor er an den Bass wechselte. Er spielte in verschiedenen Matinee-Konzerten im Birdland und nahm Unterricht bei Steve Swallow sowie Gary Peacock und vervollkommnete seine Bogentechnik bei David Izenzon. Ab 1965 gehörte er zum Trio von Burton Greene, mit dem er im Dezember desselben Jahres Patty Waters auf ihrem Debütalbum begleitete und im Folgejahr auf Tournee ging (The Burton Greene Trio on Tour, ESP-Disk 1966). Im selben Jahr gehörte er auch zum Ensemble von Bill Dixon. 1967 lud ihn Frank Wright als Bassist zu seinem zweiten Album Your Prayer ein. 1970 ging er mit Albert Ayler auf Europatournee, wobei die legendären Aufnahmen in der Fondation Maeght entstanden. Im selben Jahr spielte er auch mit Burton Greene in den Niederlanden.
In den nächsten Dekaden trat er mit seiner Space-Light Band in New York auf, zu der Byard Lancaster, Ric Frank, Rowan Storm und Lou Grassi gehörten, teilweise auch Perry Robinson. Im New York Free Music Ensemble arbeitete er mit Grassi, Frank und Storm sowie der Sängerin Amy Sheffer, mit der er auch auf deren Album Sanctuary Mine zu hören ist. Weiter arbeitete er mit Milford Graves zusammen. Als Gründer und Vorsitzender des New York Free Music Committee veranstaltete er 40 Jahre lang eine sommerliche Konzertreihe im Forest Park Bandshell in Queens.

## Diskographische Hinweise
- Patty Waters Sings (ESP 1965, mit Burton Greene, Tom Price)
- Burton Green On Tour (ESP 1966, mit Shelly Rusten)
- Patty Waters College Tour (ESP 1966, nur ein Stück)
- Burton Green Presenting Burton Greene (Columbia 1968, mit Byard Lancaster, Shelly Rusten)
- Marzette Watts The Marzette Watts Ensemble Savoy 1969, mit George Turner, Marty Cook, Frank Kipers, Bobby Few, Juni Booth, Cevera Jeffers, Tom Berge, J. C. Moses, Amy Schaeffer, Patty Waters
- Albert Ayler Nuits de La Fondation Maeght, Vol. 1 & 2 (Shandar 1970, ed. 1976, mit Mary Maria Parks, Call Cobbs, Allen Blairman)
- Albert Ayler Live on the Rivera (ESP 1970, ed. 2005)